# Liste der Biografien/Sep
Liste der Biografien |
Portal Biografien |
Personensuche
# |
A |
B |
C |
D |
E |
F |
G |
H |
I |
J |
K |
L |
M |
N |
O |
P |
Q |
R |
S |
T |
U |
V |
W |
X |
Y |
Z |
?
 
Sa |
Sb |
Sc |
Sd |
Se |
Sf |
Sg |
Sh |
Si |
Sj |
Sk |
Sl |
Sm |
Sn |
So |
Sp |
Sq |
Sr |
Ss |
St |
Su |
Sv |
Sw |
Sy |
Sz
 
Sea |
Seb |
Sec |
Sed |
See |
Sef |
Seg |
Seh |
Sei |
Sej |
Sek |
Sel |
Sem |
Sen |
Seo |
Sep |
Seq |
Ser |
Ses |
Set |
Seu |
Sev |
Sew |
Sex |
Sey |
Sez
Die Liste der Biografien führt alle Personen auf, die in der deutschsprachigen Wikipedia einen Artikel haben. Dieses ist eine Teilliste mit 139 Einträgen von Personen, deren Namen mit den Buchstaben „Sep“ beginnt.

## Sep
- Sęp Szarzyński, Mikołaj († 1581), polnischer Dichter
- Sep, Hrvoje (* 1986), kroatischer Boxer

### Sepa
- Šepa, Iva (* 2004), serbische Tennisspielerin
- Sepac, René Marc (* 1980), deutscher islamistischer Aktivist
- Sepahdar, Fathollah Akbar (1878–1947), Großgrundbesitzer, Ministerpräsident des Iran
- Sepahsalar Tonekaboni (1847–1926), iranischer Politiker
- Sepahvand, Ashkan (* 1984), iranischer Autor, Übersetzer und künstlerischer Forscher
- Sepahvand, Morteza (* 1979), iranischer Boxer
- Sepaintner, Fred Ludwig (* 1949), deutscher Historiker und Biograph
- Sepalot, deutscher DJ und MusikproduzentSepalot

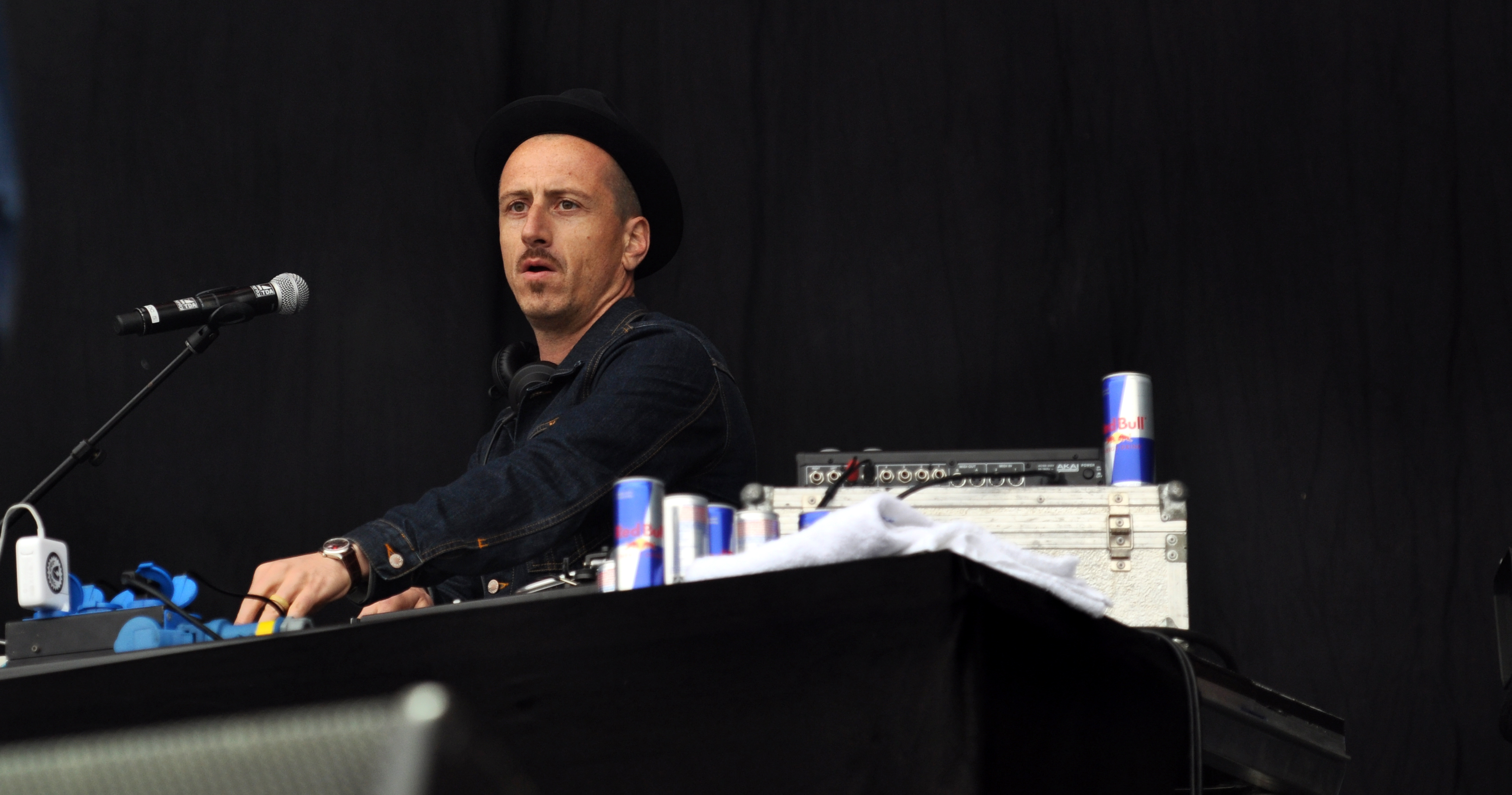
Sepalot

- Sepandj, Jasmine (* 1995), kanadische Skispringerin
- Separate, Rapper
- Separy, Otto (* 1957), papua-neuguineischer Geistlicher, römisch-katholischer Bischof von Bereina
- Sepashvili, Ketevan (* 1981), georgische Pianistin

### Sepc
- Sepci, Andrei (1911–1992), rumänischer Fußballspieler und -trainer

### Sepe
- Sepe, Crescenzio (* 1943), italienischer Geistlicher, ehemaliger Kurienkardinal und emeritierter Erzbischof von Neapel
- Sepe, Mojmir (1930–2020), jugoslawischer Komponist
- Sepec, Daniel (* 1965), deutscher Geiger
- Šepec, Miha, slowenischer Badmintonspieler
- Šepec, Miha jr. (* 1984), slowenischer Badmintonspieler und Jurist
- Sepehri, Sohrab (1928–1980), iranischer Dichter und Maler der Moderne
- Sepehrzad, Hadi (* 1983), iranischer Zehnkämpfer
- Șepelev-Tcaci, Svetlana (* 1969), moldauische Marathonläuferin
- Šepeľová, Zuzana (* 1999), slowakische Volleyballspielerin
- Sepeng, Hezekiél (* 1974), südafrikanischer Mittelstreckenläufer
- Šeper, Franjo (1905–1981), jugoslawischer Theologe, Erzbischof von Zagreb und Kardinal der römisch-katholischen KircheFranjo Šeper (1905–1981)

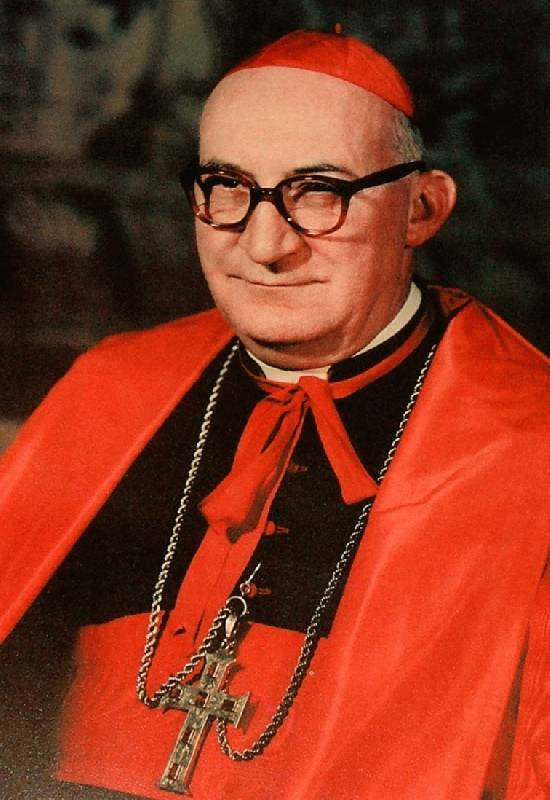
Franjo Šeper (1905–1981)

- Seper, Hans (1924–2004), österreichischer Technikhistoriker
- Seper, Johann (* 1968), österreichischer Beamter und Bezirkshauptmann im Bezirk Scheibbs
- Šepetys, Lionginas (1927–2017), sowjetischer Politiker, Mitglied des Seimas
- Sepetys, Ruta (* 1967), litauisch-US-amerikanische Schriftstellerin

### Seph
- Sephamola, Joseph Mopeli (* 1960), lesothischer Ordensgeistlicher, Bischof von Qacha’s Nek
- Sepharial (1864–1929), englischer Autor, Astrologe und Theosoph
- Séphériadès, Jean (1922–2001), französischer Ruderer
- Sephyx (* 1996), niederländischer Hardstyle-DJ und -Produzent

### Sepi
- Sepi, Grațian (1910–1977), rumänischer Fußballspieler
- Sepiacci, Luigi (1835–1893), italienischer Ordensgeistlicher, Kurienkardinal der römisch-katholischen Kirche
- Sépibus, Renée de (1901–1989), Schweizer Frauenrechtlerin
- Sepici, Ömer (* 1987), niederländisch-türkischer Fußballtorhüter
- Seping, Milvi (1929–2022), estnische Lyrikerin und Schriftstellerin
- Sépinski, Augustin-Joseph (1900–1978), französischer Ordensgeistlicher, römisch-katholischer Erzbischof und Diplomat des Heiligen Stuhls
- Sepiso, Abygirl (* 1995), sambische Sprinterin

### Sepk
- Šépka, Jakub (* 2002), tschechischer Beachvolleyballspieler
- Šépka, Jan (* 1969), tschechischer Architekt und Professor
- Sepke, Otto (1910–1997), deutscher Widerstandskämpfer gegen den Nationalsozialismus, SED-Funktionär, MdV
- Sepkoski, Jack (1948–1999), US-amerikanischer Paläontologe

### Sepm
- Sepmann, Henno (1925–1985), estnischer Architekt

### Sepp
- Sepp, Anton († 1733), Missionar des Jesuitenordens in Südamerika
- Sepp, Bernhard (1853–1920), deutscher Lehrer und Historiker
- Sepp, Gustav (1901–1994), estnischer Fußballspieler
- Sepp, Hans Rainer (* 1954), deutscher Philosoph
- Sepp, Johann Nepomuk (1816–1909), deutscher Historiker und Universitätsprofessor
- Sepp, Karl (1880–1962), deutscher Landrat
- Sepp, Kurt (* 1935), deutscher Eishockeyspieler und -trainer
- Sepp, Leo (1892–1941), estnischer Politiker und Finanzexperte
- Sepp, Lukas (* 1996), deutscher Futsalspieler
- Sepp, Olav (* 1969), estnischer Schachspieler
- Sepp, Reimo (* 2000), estnischer Leichtathlet
- Sepp, Viktor (1936–2007), estnischer Autor und Übersetzer
- Seppä, Jyrki (* 1961), finnischer Eishockeyspieler
- Seppälä, Eino (1896–1968), finnischer Langstreckenläufer
- Seppälä, Hanna-Maria (* 1984), finnische Schwimmerin
- Seppälä, Ilpo (* 1953), finnischer Ringer
- Seppala, Leonhard (1877–1967), norwegisch-amerikanischer Musher und Hundezüchter
- Seppälä, Tero (* 1996), finnischer Biathlet
- Seppälä, Timo (* 1968), finnischer Biathlet
- Seppänen, Elias (* 2003), finnischer Automobilrennfahrer
- Seppänen, Esko (* 1946), finnischer Politiker
- Seppänen, Iiro (* 1975), finnischer Extremsportler, Basejumper, Schauspieler, Produzent, Regisseur
- Seppänen, Niklas (* 1993), finnischer Volleyballspieler
- Seppänen, Raimo (* 1950), finnischer Biathlet
- Seppänen, Tuomas (* 1986), finnischer Hammerwerfer
- Seppel, Ly (* 1943), estnische Dichterin und Übersetzerin
- Seppel, Max (1881–1954), deutscher Politiker (SPD), MdR
- Seppelfricke, Peter (* 1968), deutscher Ökonom und Hochschulprofessor
- Seppelt, Alfred (1929–2015), deutscher Schachfunktionär
- Seppelt, Franz Xaver (1883–1956), deutscher Kirchenhistoriker
- Seppelt, Hajo (* 1963), deutscher Journalist und AutorHajo Seppelt (* 1963)

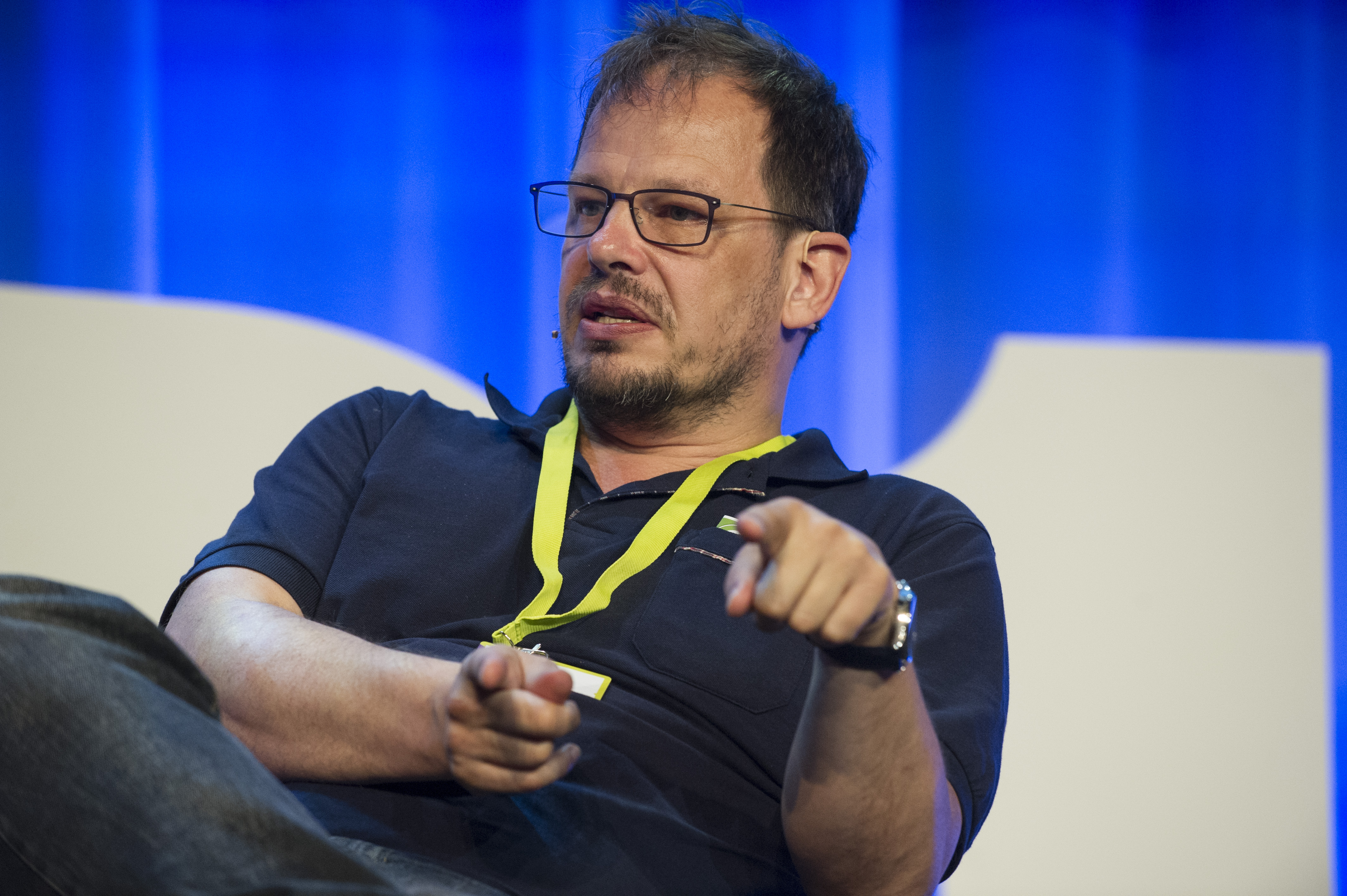
Hajo Seppelt (* 1963)

- Seppelt, Heinrich (* 1940), deutscher Politiker (CDU), MdL
- Seppelt, Joseph (1813–1868), deutscher Händler von Tabak und Spirituosen
- Seppelt, Konrad (* 1944), deutscher Chemiker
- Seppelt, Ralf (* 1969), deutscher Mathematiker und Hochschullehrer
- Seppi, Andreas (* 1984), italienischer TennisspielerAndreas Seppi (* 1984)

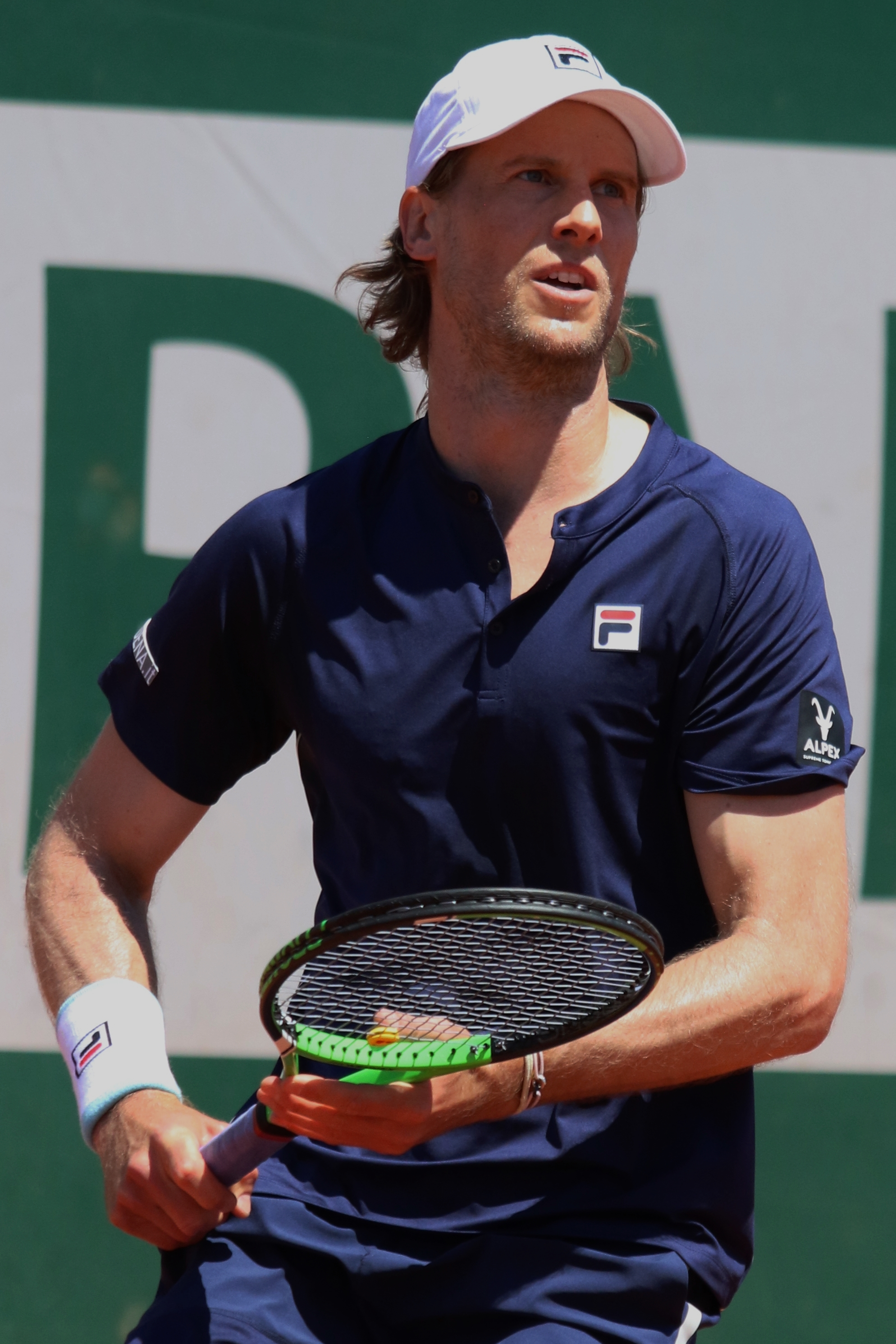
Andreas Seppi (* 1984)

- Seppi, Donato (* 1953), italienischer Politiker und Mitbegründer von Unitalia
- Seppi, Elfriede (1910–1976), deutsche Politikerin (SPD), MdL, MdB
- Seppienus Aelianus, Publius, römischer Offizier (Kaiserzeit)
- Seppik, Ain (* 1952), estnischer Politiker, Mitglied des Riigikogu
- Seppik, Henrik (1905–1990), estnischer Esperanto-Grammatiker und Lexikograf
- Seppings, Robert (1767–1840), britischer Schiffskonstrukteur
- Seppmann, Werner (1950–2021), deutscher Autor
- Seppo, Raivo (* 1973), estnischer Schriftsteller

### Seps
- Sepsei, György (* 1926), ungarischer Generalmajor
- Sepsi, László (* 1987), rumänischer Fußballspieler

### Sept
- Sept-Hubrich, Gisela (* 1944), deutsche Pastorin und Politikerin (SPD), MdVK
- Septano, Bona (* 1987), indonesischer Badmintonspieler
- September, Dulcie (1935–1988), südafrikanische Politikerin (ANC)
- September, Reginald (1923–2013), südafrikanischer Politiker und Gegner der Apartheid
- Septicius, antiker römischer Silberschmied
- Septicius Clarus, Gaius, römischer Prätorianerpräfekt
- Septicius Salvus, Aulus, antiker römischer Goldschmied
- Septién, Carlos (1923–1978), mexikanischer Fußballspieler
- Septimenus Rusticus, römischer Offizier (Kaiserzeit)
- Septimius, Gegenkaiser im Römischen Reich
- Septimius Acindynus, römischer Senator und Konsul
- Septimius Aper, Publius, römischer Suffektkonsul (153)
- Septimius Geta, Publius, römischer Konsul 203
- Septimius Geta, Publius († 171), punisch-römischer Adeliger und Vater des Kaisers Septimius Severus
- Septimius Magnus, Marcus, römischer Centurio
- Septimius Marcellinus, Lucius, römischer Centurio
- Septimius Nilus, römischer Offizier (Kaiserzeit)
- Septimius Paterculus, Publius, römischer Offizier (Kaiserzeit)
- Septimius Severus (146–211), römischer Kaiser (193–211)Septimius Severus (146–211)

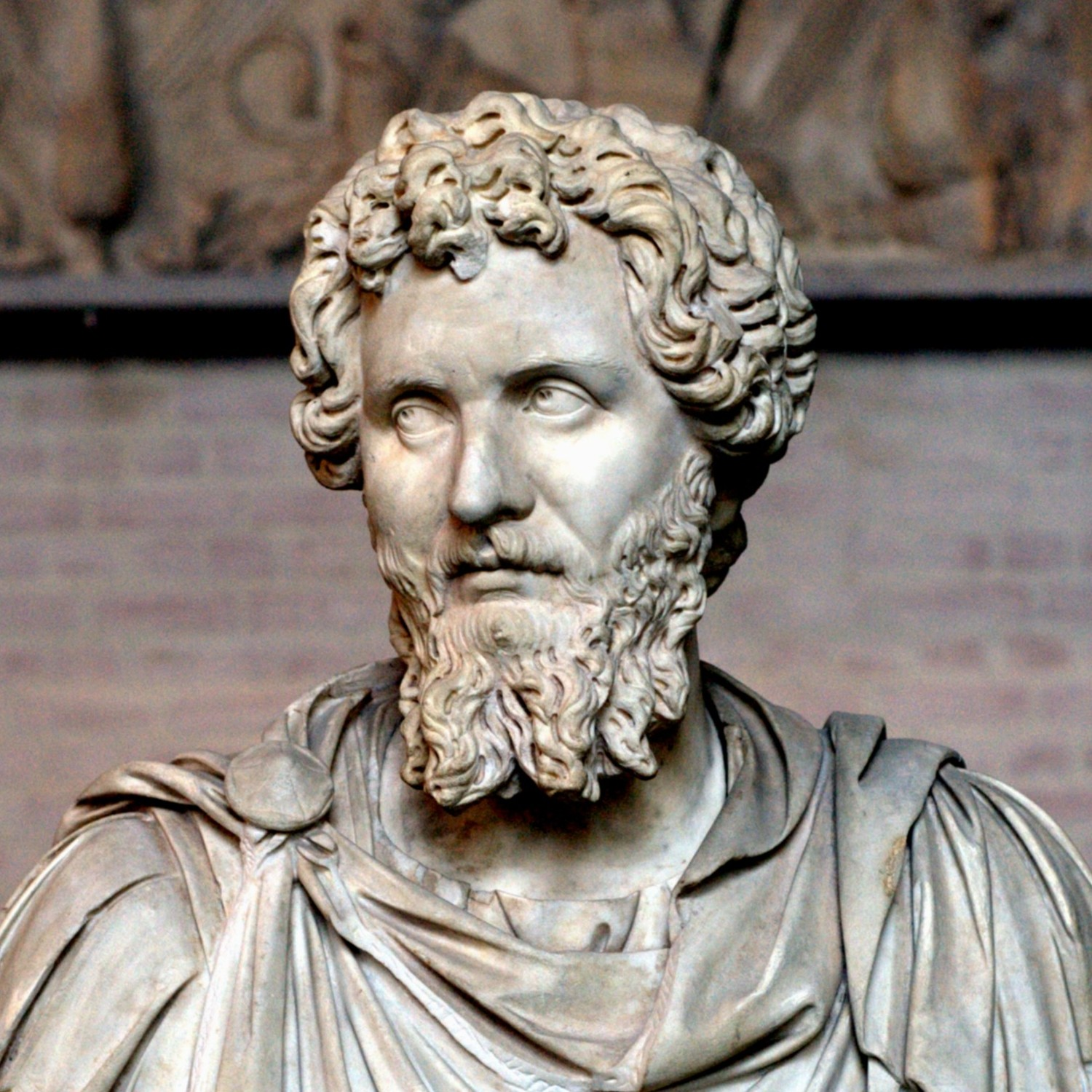
Septimius Severus (146–211)

- Septimius Severus Aper, Gaius, römischer Konsul 207
- Septimius Ursus, römischer Offizier (Kaiserzeit)
- Septimius, Lucius, römischer Offizier
- Septimius, Lucius, römischer Statthalter in Britannien und möglicher Usurpator
- Septimus Lic[…], Marcus, antiker römischer Toreut
- Septoadji, Degan (* 1967), indonesischer Koch, Fernsehkoch und Gastronom

### Sepu
- Sepuloni, Carmel (* 1977), neuseeländische Politikerin der New Zealand Labour Party
- Sepúlveda Amor, Bernardo (* 1941), mexikanischer Jurist, Politiker und Diplomat
- Sepúlveda Cuadra, Luis Enrique (1873–1935), chilenischer Blindenlehrer und Professor für Esperanto
- Sepúlveda Ruiz-Velasco, José Trinidad (1921–2017), mexikanischer Geistlicher, römisch-katholischer Bischof von San Juan de los Lagos
- Sepúlveda Villagrán, Genaro, chilenischer Biathlet
- Sepúlveda, Alfonso (1939–2021), chilenischer Fußballspieler
- Sepúlveda, Alfredo (* 1993), chilenischer Hürdenläufer
- Sepúlveda, Ángel (* 1991), mexikanischer Fußballspieler
- Sepúlveda, Christian (* 1987), chilenischer Fußballspieler
- Sepúlveda, Eduardo (* 1991), argentinischer Radsportler
- Sepúlveda, Gilberto (* 1999), mexikanischer Fußballspieler
- Sepúlveda, Guillermo (1934–2021), mexikanischer Fußballspieler
- Sepúlveda, José (1922–2009), chilenischer Fußballspieler
- Sepúlveda, Juan Ginés de (1490–1573), spanischer Dominikaner, Humanist, Historiker und Übersetzer
- Sepúlveda, Leonardo (* 2001), mexikanisch-amerikanischer Fußballspieler
- Sepúlveda, Luis (1949–2020), chilenischer Schriftsteller, Regisseur, Journalist und politischer AktivistLuis Sepúlveda (1949–2020)

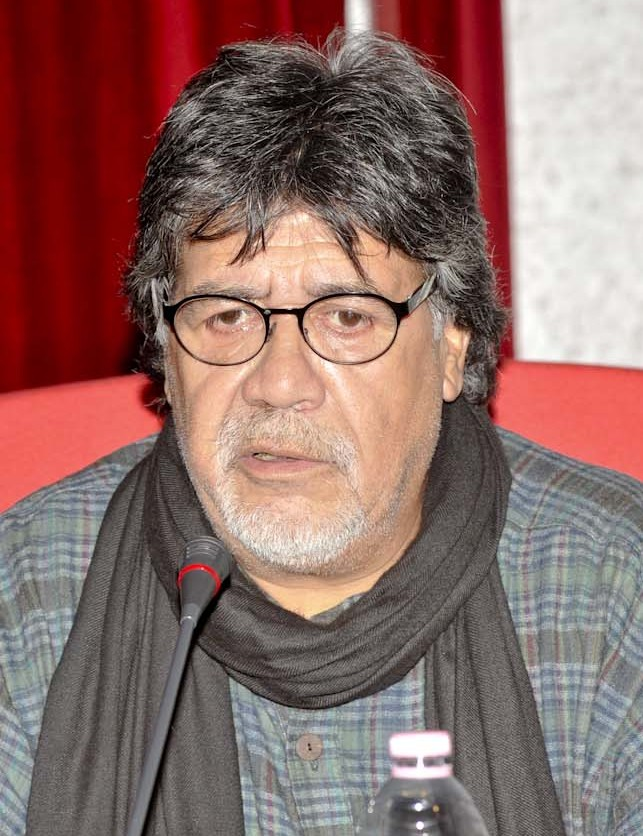
Luis Sepúlveda (1949–2020)

- Sepúlveda, Luis Fernando (* 1974), chilenischer Bahn- und Straßenradrennfahrer
- Sepúlveda, María Luisa (1892–1958), chilenische Komponistin und Musikpädagogin
- Sepúlveda, Matías (* 1999), chilenischer Fußballspieler
- Sepúlveda, Rodrigo (* 1959), chilenischer Regisseur
- Sepúlveda, Sandra (* 1988), kolumbianische Fußballspielerin
- Sepulveda-Fauser, Nelson, argentinischer Spezialeffektekünstler